# جلو (شركة)
جلوباكوم المحدودة (بالإنجليزية: Globacom Limited)‏، والمعروفة باسم جلو (بالإنجليزية: Glo)‏، هي شركة اتصالات نيجيرية متعددة الجنسيات تأسست في 29 أغسطس 2003 على يد مايك أدينوجا. اعتبارًا من يونيو 2018، توظف الشركة أكثر من 3500 شخص حول العالم.

## ملخص
لدى الشركة أكثر من 45 مليون مشترك (ديسمبر 2018)، مما يجعلها ثاني أكبر مشغل للشبكات في نيجيريا. في عام 2011، أصبحت جلو أول شركة اتصالات تقوم ببناء كابل ألياف بصرية عالي السعة بقيمة 800 مليون دولار يُعرف باسم جلو-1، وهو كابل بحري من المملكة المتحدة إلى نيجيريا. إنه أول كابل بحري ناجح من المملكة المتحدة إلى نيجيريا.